# Remy Ma
Remy Ma, anciennement Rémy Martin, de son vrai nom Reminisce Smith, née le 30 mai 1980 à Castle Hill, Bronx, New York, est une rappeuse américaine et ancienne membre du groupe de Big Pun, Terror Squad.
Ma participe dans les singles à succès Lean Back de leur second album True Story, et Ante Up (Remix) des M.O.P.. Son premier album solo, There's Something about Remy: Based on a True Story, est commercialisé le 6 février 2006. Elle est également récompensée par les magazines Vibe et Source, d'un ASCAP et d'un BET dans la catégorie « Meilleure rappeuse ». Remy explique s'être grandement influencée de Big Pun] et Roxanne Shanté. Smith fut inculpée pour huit ans à la Bedford Hills Correctional Facility for Women pour avoir tiré sur Makeeda Barnes-Joseph dans l'abdomen.

## Biographie

### Débuts
Remy Ma et sa sœur Kristin Devereaux ont grandi à Castle Hill Projects dans le Bronx, New York et ont souvent assisté aux conséquences des actes de leur famille à cause des méfaits de la drogue. Elle est forcée de veiller sur ses frères et sœurs à un jeune âge et s'isole fréquemment des problèmes familiaux en écrivant des poèmes. Elle apprend la dure réalité des minorités et de la place des femmes dans la société. Elle extériorise sa colère à travers des battles de rap à l'école. Elle se popularise rapidement dans le Bronx, puis finit par travailler au côté de Big Pun. À la suite d'un entretien, et d'une battle, Pun devient rapidement son mentor. Remy apparaît pour la première fois dans l'industrie musicale sur l'album de Big Pun intitulé Yeeeah Baby (sous le nom de Remi Martin) dans les singles Ms. Martin et You Was Wrong.
À la suite du décès de Big Pun, le rappeur Fat Joe signe avec Smith sur les labels SRC Records et Universal, et en fait la nouvelle membre du groupe Terror Squad. À la suite du succès du single Lean Back, qui la mène à une nomination aux Grammy Awards, Remy Ma fait paraître les singles de son premier album There's Something About Remy: Based on a True Story, que sont Whuteva et Conceited. L'album se vend à 37 000 exemplaires dès son premier jour de vente, et à 158 000 la première année. L'album est accueilli par des magazines tels que XXL, Rolling Stone et Vibe.

### Téléréalité, second album et supergroupe
À la suite du départ de Remy de Terror Squad, confirmé le 10 avril 2007, plusieurs contrats venant de sociétés et émissions télévisées lui sont proposés. Elle projette d'abord de créer sa propre émission sur VH1 uniquement sur sa vie de rappeuse sur une scène rap en majorité gouvernée par les hommes. Elle enregistre entretemps l'album PunisHER, titre inspiré de son mentor Big Pun. Elle compte également faire paraître son premier album en tant que membre d'un supergroupe nommé 3Sum, aux côtés des rappeuses Shawnna et Jacki-O (en). Tous ces projets sont mis de côté à la suite d'un règlement de comptes par arme à feu qui la mène tout droit en prison.

### Règlement de comptes
Le 13 juillet 2007, Smith se présente d'elle-même dans un commissariat de New York à la suite d'une altercation survenue le matin même dans une boîte de nuit à Manhattan. La police explique qu'elle était avec un groupe d'amis à l'extérieur du Pizza Bar, un nightspot de Manhattan, lorsqu'une bagarre éclate vers 4 h du matin. Pendant l'altercation, une balle blesse Makeda Barnes-Joseph au torse ; Joseph est accusé d'avoir volé  3 000 $ à Remy. Des sources policières indiquent que Barnes-Joseph accuse Smith de lui avoir tiré dessus. Les vidéos de surveillance ne montrent aucune preuve d'altercation ou de dispute. Smith plaide non coupable tandis qu'elle est jugée pour tentative d'homicide, agression et possession d'arme à feu. Smith est ensuite accusée de subornation de témoin et d'agression à la suite d'une altercation en août 2007.
De son côté, Barnes-Joseph est opérée à plusieurs reprises. Elle souffre de problèmes d'engourdissement à ses deux jambes et de problèmes intestinaux. En 2007, Barnes-Joseph porte plainte et réclame une somme de 80 millions de dollars à Smith pour dommages. Selon ses avocats, Smith doit purger une peine de huit ans au Bedford Hills Correctional Facility for Women de Bedford Hills et devrait être libérée d'ici 2015. Remy épouse son fiancé et rappeur Papoose, durant son incarcération en mai 2008,. Lors d'une entrevue avec Funkmaster Flex en juillet 2012, Remy Ma annonce sa libération dans 22 mois. En février 2014, son époux Papoose confirme sa libération pour juillet 2014. Remy Ma est libérée de prison le 1er août 2014.

## Discographie

### Album studio
- 2006 : There's Something About Remy: Based on a True Story
- 2008 : Blasremy
- 2017 : Plata O Plomo

### Mixtapes
- 2005 : Most Anticipated
- 2007 :  The BX-Files
- 2007 : Shesus Khryst
- 2008 : BlasRemy
- 2008 : Forever innocent (various artists)
- 2014 : I'm around
- 2015 : Charlie's angels 2k15 (apparence)
- 2016 : Coast to Coast (with Papoose)
- 2016 : Bonnie and Clyde 3 (with Papoose)
- 2017 : Are you Dumb ?

## DVD
- 2005 : Remy Ma: From the Grind to the Glamour
- 2007 : Shesus Khryst